# Здравко Толимир
Здравко Толимир (Гламоч, 27. новембар 1948 — Схевенинген, 9. фебруар 2016) био је српски генерал, бивши ратни начелник Генералштаба Војске Републике Српске за безбедност и помоћник генерала Ратка Младића током рата у Босни и Херцеговини, који се налазио у притворској јединици Хашког трибунала у Схевенингену.

## Биографија
Рођен је у селу Поповићи поред Гламоча 27. новембра 1948. године и у њему је завршио основну школу. Завршио је војну академију у Београду, а боравио је на дошколавању у иностранству. Од страних језика говорио је руски и енглески језик.
Током своје војничке каријере службовао је у више места широм старе Југославије. Почетак сукоба на простору СФРЈ је дочекао у Сплиту, одакле прелази у Книн. Ту коме му је надређени официр био Ратко Младић, са којим 1992. године прелази у ВРС на место помоћника команданта за безбедносно-обавештајне послове Главног штаба ВРС. Пензионисан је 1996. године на основу одлуке председнице РС Биљане Плавшић која је том приликом сменила и Ратка Младића.
Играо је значајну улогу у ослобађању француских пилота који су оборени и заробљени током НАТО бомбардовања положаја ВРС (операција „Намерна сила“). Био је учесник мировних преговора у Дејтону, задужен за имплементацију војног дела Париског мировног уговора и преговора о контроли наоружања на простору бивше СФРЈ одржаних у Бечу.
Хашки трибунал га је у фебруару 2005. године, заједно са генералом Миланом Гвером и Радивојем Милетићем, оптужио за злочине над Муслиманима у Сребреници и Жепи 1995. приликом напада Војске Републике Српске на те енклаве.
Званично је ухапшен 31. маја 2007. године на Дрини код Љубовије, при покушају нелегалног преласка границе између Србије и Босне и Херцеговине. Акцију хапшења је извео МУП Републике Српске у сарадњи са МУП-ом Републике Србије који је блокирао гранични прелаз у Србији. Међутим, Толимир је на првом саслушању изјавио да је ухапшен у Србији, а да је касније пребачен у Републику Српску.
Здравко Толимир је 12. 12. 2012. осуђен на доживотну робију, због злочина у Сребреници и Жепи.
8. 4. 2015. године потврђена му је оптужница за геноцид у Сребреници 1995.
Преминуо је у Схевенингену 9. фебруара 2016.